# NGC 2979
NGC 2979 (NGC 3050) é uma galáxia espiral (Sa) localizada na direcção da constelação de Sextans. Possui uma declinação de -10° 22' 59" e uma ascensão recta de 9 horas, 43 minutos e 08,6 segundos.
A galáxia NGC 2979 foi descoberta em 25 de Março de 1786 por William Herschel.